# Pierzchały (powiat przasnyski)
Pierzchały – wieś w Polsce, położona w województwie mazowieckim, w powiecie przasnyskim, w gminie Czernice Borowe. Ma status sołectwa.
W skład sołectwa Pierzchały wchodzi także Smoleń-Poluby.
| SIMC    | Nazwa         | Rodzaj     |
| ------- | ------------- | ---------- |
| 0113276 | Smoleń-Poluby | przysiółek |

W latach 1975–1998 wieś należała administracyjnie do województwa ciechanowskiego.
Wierni Kościoła rzymskokatolickiego należą do parafii św. Jana Chrzciciela w Węgrze.